# Mind Zoo
Mind Zoo je glazbeni sastav iz Splita. Sviraju hard rock.

## Povijest
Osnovan je 2015. godine. 
Glazbeni uzori su: Alice In Chains, Pearl Jam, Foo Fighters, Tool, Soundgarden, Mastodon, Porcupine Tree, Steven Wilson, Queens Of The Stone Age. Mind Zoo su se predstavili na svirkama u Hrvatskoji i BiH. Pobijedili na St-art festivalu demobendova 2017. godine, a godinu prije na istom festivalu su bili u završnici. Na Tabor Film Festivalu izabrani su u prvih 10 sastava iz Hrvatske u natječaju za nastup na tom festivalu. Snimili su EP Temple Of The Heart koji je izašao u ožujku 2017. godine. U tijeku je snimanje novog audio i video materijala. Recenzije njihova rada izašle su na muzika.hr, ziher.hr, emergingindiebands.com i Music-lp-undergroundu.

## Diskografija
- Temple Of The Heart, 2017.[1][2]

## Članovi sastava
Članovi su do sada bili:
- Toni Ljubić - vokal, guitar
- Vale Herman - gitara
- Marko Petrović - bas gitara
- Davor Kamenjarin - bubnjevi

## Nagrade
- Pobjeda na St-@rt Festivalu 2017. godine.[1]

## Vanjske poveznice
- Facebook
- YouTube
- Ziher Intervju
- Ziher Pobjednici festivala
- SoundGuardian  Arhivirana inačica izvorne stranice od 31. listopada 2019. (Wayback Machine) Intervju